# Chapelle Notre-Dame du Port
Pour les articles homonymes, voir Chapelle Notre-Dame.
La chapelle Notre-Dame du Port était située dans le quartier du Port à Souillac. Elle fut complètement détruite pour la construction du pont Louis-Vicat commandé par Napoléon Ier.

## Histoire

### Construction
La chapelle aurait été construite à la suite d'un miracle : pendant la Guerre de Cent Ans, la nièce de l'abbé de l'époque, était pourchassée par les anglais et s'était jetée dans la Dordogne pour leur échapper. Elle parvint miraculeusement à revenir au rivage. Ainsi, elle fit bâtir cette chapelle dédiée à Notre-Dame-de-la-Compassion.

### Destruction
La chapelle est rasée pour la construction du pont Louis-Vicat commandé par Napoléon Ier. En 1869, on aménagea un petit oratoire en souvenir de la chapelle.